# Billy Paultz
William Edward Paultz, detto Billy (River Edge, 30 luglio 1948), è un ex cestista statunitense, professionista nella ABA e nella NBA.

## Carriera
Venne selezionato dai San Diego Rockets al settimo giro del Draft NBA 1970 (103ª scelta assoluta).

## Statistiche
| † | Denota una stagione in cui ha vinto il titolo ABA |
| * | Primo nella lega                                  |

### ABA-NBA

#### Regular Season
| Anno            | Squadra                 | PG   | PT | MP   | TC%  | 3P% | TL%  | RP   | AP  | PRP | SP   | PP   |
| --------------- | ----------------------- | ---- | -- | ---- | ---- | --- | ---- | ---- | --- | --- | ---- | ---- |
| 1970-1971       | N.Y. Nets (ABA)         | 83   |    | 33,2 | 52,4 | 0,0 | 74,7 | 11,3 | 1,9 |     |      | 14,7 |
| 1971-1972       | N.Y. Nets               | 83   |    | 34,0 | 48,8 | 0,0 | 69,2 | 12,5 | 1,5 |     |      | 14,5 |
| 1972-1973       | N.Y. Nets               | 81   |    | 34,6 | 51,8 | 0,0 | 70,9 | 12,5 | 2,3 |     | 2,6  | 16,7 |
| 1973-1974†      | N.Y. Nets               | 77   |    | 33,7 | 49,4 | 0,0 | 72,1 | 10,2 | 2,2 | 0,8 | 1,9  | 16,4 |
| 1974-1975       | N.Y. Nets (ABA)         | 80   |    | 35,3 | 48,5 | 0,0 | 74,8 | 9,7  | 2,2 | 0,7 | 1,7  | 15,8 |
| 1975-1976       | San Antonio Spurs (ABA) | 83   |    | 35,6 | 50,4 | 0,0 | 73,5 | 10,4 | 4,1 | 0,7 | 3,0* | 16,5 |
| 1976-1977       | San Antonio Spurs (NBA) | 82   | 82 | 32,9 | 47,3 |     | 74,4 | 8,4  | 2,7 | 0,7 | 2,1  | 15,6 |
| 1977-1978       | San Antonio Spurs       | 80   |    | 31,0 | 52,9 |     | 75,2 | 8,4  | 2,7 | 0,5 | 2,4  | 15,8 |
| 1978-1979       | San Antonio Spurs       | 79   |    | 26,9 | 52,6 |     | 58,8 | 7,9  | 2,3 | 0,4 | 1,6  | 11,5 |
| 1979-1980       | San Antonio Spurs       | 47   |    | 25,8 | 49,6 | 0,0 | 66,0 | 6,8  | 2,5 | 1,0 | 1,0  | 9,4  |
| 1979-1980       | Houston Rockets         | 37   |    | 26,5 | 47,3 |     | 52,4 | 7,2  | 1,9 | 0,6 | 1,1  | 8,6  |
| 1980-1981       | Houston Rockets         | 81   |    | 20,5 | 50,7 | 0,0 | 49,0 | 4,8  | 1,3 | 0,3 | 0,9  | 7,4  |
| 1981-1982       | Houston Rockets         | 65   | 3  | 12,4 | 39,4 |     | 52,3 | 2,8  | 0,6 | 0,2 | 0,3  | 3,3  |
| 1982-1983       | Houston Rockets         | 57   | 0  | 12,2 | 44,5 |     | 45,6 | 2,9  | 1,0 | 0,2 | 0,2  | 3,6  |
| 1982-1983       | San Antonio Spurs       | 7    | 0  | 17,9 | 44,4 |     | 50,0 | 4,7  | 0,6 | 0,7 | 0,9  | 3,6  |
| 1983-1984       | Atlanta Hawks           | 40   | 4  | 12,2 | 40,9 |     | 51,5 | 2,8  | 0,5 | 0,2 | 0,2  | 2,2  |
| 1984-1985       | Utah Jazz               | 62   | 0  | 6,0  | 36,8 |     | 64,3 | 1,5  | 0,3 | 0,1 | 0,2  | 1,3  |
| Carriera ABA    | Carriera ABA            | 487  |    | 34,4 | 50,2 | 0,0 | 72,4 | 11,1 | 2,4 | 0,8 | 2,3  | 15,7 |
| Carriera NBA    | Carriera NBA            | 637  | 89 | 21,4 | 49,1 |     | 64,3 | 5,6  | 1,6 | 0,4 | 1,1  | 8,5  |
| Carriera Totale | Carriera Totale         | 1124 | 89 | 27,0 | 49,7 |     | 69,0 | 8,0  | 2,0 | 0,5 | 1,5  | 11,7 |

#### Massimi in carriera
Regular Season
- Massimo di punti in ABA: 38 vs San Diego Conquistadors (28 novembre 1973)
- Massimo di punti in NBA: 31 vs New Orleans Jazz (27 febbraio 1977)
- Massimo di rimbalzi in ABA: 33 vs Dallas Chaparrals (17 dicembre 1971)
- Massimo di rimbalzi in NBA: 19 vs Milwaukee Bucks (12 gennaio 1977)
- Massimo di assist in ABA: 11 vs Dallas Chaparrals (2 febbraio 1973)
- Massimo di assist in NBA: 8 (2 volte)
- Massimo di palle rubate in ABA: 4 vs Spirits of St. Louis (6 dicembre 1975)*
- Massimo di palle rubate in NBA: 5 (2 volte)
- Massimo di stoppate in ABA: 11 vs Dallas Chaparrals (2 febbraio 1973)*
- Massimo di stoppate in NBA: 9 vs Atlanta Hawks (16 dicembre 1977)

(* tenendo conto dei dati ABA al momento disponibili e che le statistiche di queste categorie vennero registrate sistematicamente solo dalla stagione ABA 1973-1974)

#### Play-off
| Anno            | Squadra                 | PG  | PT | MP   | TC%   | 3P%   | TL%   | RP   | AP  | PRP | SP   | PP   |
| --------------- | ----------------------- | --- | -- | ---- | ----- | ----- | ----- | ---- | --- | --- | ---- | ---- |
| 1971            | N.Y. Nets (ABA)         | 6   |    | 39,8 | 59,2* | 100,0 | 75,0  | 15,0 | 3,0 |     |      | 20,2 |
| 1972            | N.Y. Nets               | 19  |    | 42,6 | 50,7  | 0,0   | 63,3  | 15,2 | 1,5 |     |      | 17,7 |
| 1973            | N.Y. Nets               | 5   |    | 34,4 | 60,7* |       | 62,8  | 11,0 | 2,0 |     |      | 19,0 |
| 1974†           | N.Y. Nets               | 14  |    | 37,1 | 47,9  |       | 78,9  | 9,4  | 2,0 | 0,7 | 1,4  | 14,8 |
| 1975            | N.Y. Nets (ABA)         | 5   |    | 35,6 | 49,2  |       | 80,0  | 9,0  | 2,2 | 0,2 | 3,2* | 14,0 |
| 1976            | San Antonio Spurs (ABA) | 7   |    | 36,3 | 44,3  |       | 87,5  | 10,3 | 2,7 | 0,3 | 2,3  | 17,3 |
| 1977            | San Antonio Spurs (NBA) | 2   |    | 37,0 | 50,0  |       | 76,9  | 8,5  | 2,5 | 1,0 | 0,5  | 17,0 |
| 1978            | San Antonio Spurs       | 6   |    | 31,8 | 46,0  |       | 64,7  | 6,8  | 2,3 | 0,8 | 0,8  | 11,5 |
| 1979            | San Antonio Spurs       | 13  |    | 23,0 | 37,5  |       | 66,7  | 7,5  | 2,3 | 0,3 | 1,0  | 6,3  |
| 1980            | Houston Rockets         | 7   |    | 18,3 | 32,5  |       | 57,1  | 4,7  | 1,1 | 0,1 | 0,4  | 4,3  |
| 1981            | Houston Rockets         | 21* |    | 34,3 | 45,1  | 0,0   | 66,7  | 7,0  | 1,7 | 0,6 | 1,3  | 12,1 |
| 1982            | Houston Rockets         | 3   |    | 11,3 | 33,3  |       | 33,3  | 1,3  | 0,3 | 0,0 | 0,7  | 2,3  |
| 1983            | San Antonio Spurs       | 11  |    | 12,1 | 40,6  |       | 100,0 | 2,9  | 1,0 | 0,4 | 0,2  | 2,7  |
| 1984            | Atlanta Hawks           | 2   |    | 3,5  | 33,3  |       |       | 0,0  | 0,0 | 0,0 | 0,0  | 1,0  |
| 1985            | Utah Jazz               | 5   | 0  | 6,0  | 37,5  |       | 25,0  | 1,6  | 0,4 | 0,2 | 0,2  | 1,4  |
| Carriera ABA    | Carriera ABA            | 56  |    | 38,8 | 50,8  | 33,3  | 72,3  | 12,2 | 2,1 | 0,5 | 2,0  | 17,0 |
| Carriera NBA    | Carriera NBA            | 70  | 0  | 23,1 | 42,6  |       | 65,9  | 5,4  | 1,5 | 0,4 | 0,8  | 7,4  |
| Carriera Totale | Carriera Totale         | 126 | 0  | 30,1 | 47,4  |       | 70,3  | 8,4  | 1,8 | 0,4 | 1,1  | 11,6 |

#### Massimi in carriera
Play-off
- Massimo di punti in ABA: 33 vs Virginia Squires (1º maggio 1972)
- Massimo di punti in NBA: 20 (3 volte)
- Massimo di rimbalzi in ABA: 24 vs Virginia Squires (4 marzo 1972)
- Massimo di rimbalzi in NBA: 14 vs Philadelphia 76ers (20 aprile 1979)
- Massimo di assist in ABA: 5 (5 volte)
- Massimo di assist in NBA: 6 vs Washington Bullets (28 aprile 1978)
- Massimo di palle rubate in ABA: 4 vs Utah Stars (10 maggio 1974)*
- Massimo di palle rubate in NBA: 3 vs Boston Celtics (5 maggio 1981)
- Massimo di stoppate in ABA: 6 (2 volte)*
- Massimo di stoppate in NBA: 4 (2 volte)

(* tenendo conto dei dati ABA al momento disponibili e che le statistiche di queste categorie vennero registrate sistematicamente solo dalla stagione ABA 1973-1974)

## Palmarès
- Campionato ABA: 1

New York Nets: 1974
- ABA All-Star Game: 4

1973, 1974, 1975, 1976
- Miglior stoppatore della  stagione ABA (1975-1976)
- Maggior numero di stoppate in stagione ABA: (1975-1976)
- Miglior stoppatore dei Playoff ABA (1976)
- Più alta percentuale di tiro dal campo dei Playoff ABA: (1971), (1973) (record)
- Ventitreesimo miglior marcatore di sempre ABA
- Ventesimo miglior marcatore di sempre per numero di punti segnati nei Playoff ABA
- Settimo migliore rimbalzista di sempre ABA (64° sommando NBA e ABA)
- Quarto miglior rimbalzista difensivo di sempre ABA (41° sommando NBA e ABA)
- Diciannovesimo miglior rimbalzista offensivo di sempre ABA (62° sommando NBA e ABA)
- Quarantesimo per numero di assist di sempre ABA
- Terzo per numero di stoppate di sempre ABA (44° sommando NBA e ABA)
- Terzo migliore giocatore di sempre per stoppate a partita ABA in regular season (2,3 stoppate a partita)
- Trentanovesimo miglior giocatore per palle rubate di sempre ABA
- Ha partecipato consecutivamente ai Playoff in tutte e 15 le stagioni giocate da professionista tra ABA e NBA con 5 squadre diverse: New York Nets, San Antonio Spurs, Houston Rockets, Atlanta Hawks e Utah Jazz
- ABA All-Time Team